# Структурна схема

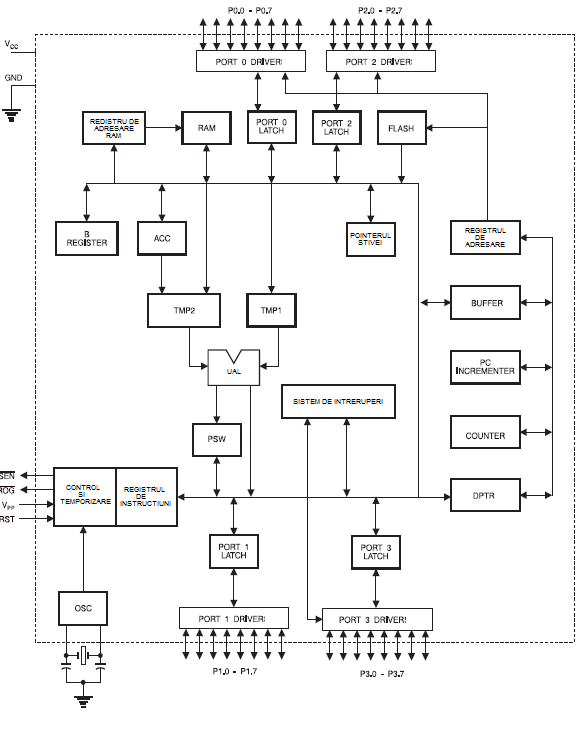
Структурна схема однокристальної ЕОМ типу AT89LV51

Структу́рна схе́ма — схема, яка визначає основні функціональні частини виробу, їх взаємозв'язки та призначення. Під функціональною частиною розуміють складову частину схеми: елемент, пристрій, функціональну групу, функціональну ланку.
Структурна схема призначена для відображення загальної структури пристрою, тобто його основних блоків, вузлів, частин та головних зв'язків між ними. Із структурної схеми повинно бути зрозуміло, навіщо потрібний даний пристрій і як він працює в основних режимах роботи, як взаємодіють його частини. Позначення елементів структурної схеми можуть обиратись довільно, хоча загальноприйнятих правил виконання схем слід дотримуватись.

## Структурні електричні схеми
На структурних електричних схемах (ГОСТ 2.702-75) у вигляді прямокутників або умовних графічних познак зображають всі основні частини виробу (елементи, пристрої, функціональні групи) і показують взаємозв'язок між ними. При цьому графічна побудова схеми має давати наочне уявлення про послідовність взаємодії функціональних частин виробу, яка простежується за допомогою стрілок, що наносяться на лініях взаємозв'язку.
У разі виконання функціональних частин у вигляді прямокутників найменування функціональної частини, тип елемента і позначення документа записують всередині них. При великій кількості функціональних частин допускається замість найменування, типів і позначень проставляти порядкові номери справа від зображення або над ним, як правило, зверху вниз в напрямку зліва направо. У цьому випадку найменування, типи і позначення записують у вигляді таблиці, розміщеній на полі схеми.
У схемотехніці разом зі структурною розглядають також принципову та функціональну схему. З поміж всіх цих схем структурна найменш деталізована. Структурну схему розробляють при проєктуванні виробів (устаткування) на стадіях, що передують розробці схем інших типів, і користуються ними для загального ознайомлення з виробом (устаткуванням).

## У теорії автоматичного керування
Елементарні функціональні ланки зображаються прямокутниками, а зв'язки між ними — суцільними лініями зі стрілками, що показують напрям дії ланки. Іноді в полі прямокутника вписують математичний вираз закону перетворення сигналу в ланці, у цьому випадку схему іноді називають алгоритмічною.